# Leipziger Gewässerknoten
Koordinaten: 51° 20′ 25″ N, 12° 20′ 59″ O

Die Veränderung des Leipziger Gewässerknotens (1780, 1908 und 2000)

Leipziger Gewässerknoten (auch Gewässerknoten Leipzig oder Wasserknoten Leipzig) ist die Bezeichnung für den Zusammenfluss von Weißer Elster, Pleiße und Parthe. Sein Hauptmerkmal ist die Aufteilung der Flüsse in mehrere Arme und die Vernetzung dieser im jeweiligen Mündungsbereich (anastomosierender Fluss). Ursachen dafür sind das geringe Gefälle und die feine Sedimentfracht der Flüsse.
In Anlehnung an das stark verzweigte Ende eines Flusses (Ende der Gefällestrecke) wird der Leipziger Gewässerknoten häufig als Binnendelta bezeichnet, welches sich westlich in der Elster-Luppe-Aue und der Saale-Elster-Aue fortsetzt.

## Entstehung

### Paläogen und Neogen
Im Eozän (mittleres Paläogen) begann sich das Gebiet der heutigen Leipziger Tieflandsbucht als Ausgleich zur Hebung von Erzgebirge und Vogtland abzusenken.
Das dabei entstehende Weißelsterbecken füllte sich abwechselnd mit Flusssediment (z. B.: Kies, Sand) und Biomasse (z. B.: Holz, Torf) in durchschnittlich fünf bis zehn Meter dicken Schichten. Die Landschaft ähnelte wohl im Wesentlichen heutigen Torfmooren. Durch den steigenden Druck darüber lagernder Sedimente setzte die Inkohlung der Biomasse ein und es begann Braunkohle zu entstehen. Der Ursprung der mitteldeutschen Braunkohlevorkommen, deren Abbau im 20. und 21. Jahrhundert auch die Gewässerlandschaft in und um Leipzig beeinflussen sollte.
Da zu dieser Zeit kaum Wasser in Gletschern gebunden war, hatten die Weltmeere einen wesentlich höheren Wasserstand als heute. So drang das Meer wiederholt in das Gebiet vor und lagerte bis zu zwanzig Meter mächtige Meeressedimente ab.
Am Ende des Oligozäns stagnierte die Absenkung der Leipziger Tieflandsbucht und es entstanden keine weiteren Torfmoore (und damit Kohleschichten).
Im Neogen schnitten sich die Fließgewässer tiefer in die Sedimente ein und schotterten diese wieder auf. Der sogenannte Thierbacher Fluss erodierte sogar die Kohleflöze.

### Quartär
Mit Beginn der Vergletscherung der Nordhalbkugel im Quartär entwickelten sich langsam die heutigen Flusssysteme. Gletscher transportierten große Mengen Sediment nach Süden und hinterließen Endmoränen, wallartige Aufschüttungen von Gesteinsmaterial. Diese natürlichen Hindernisse wurden zwar bis zum Ende der Saale-Kaltzeit durch die nordwärts fließenden Flüsse Saale, Weiße Elster und Mulde sowie durch jüngere Eisvorstöße immer wieder überformt, beeinflussten jedoch die Ausbildung des Leipziger Gewässerknotens. Im durch Lockergestein dominierten Untergrund sind Findlinge, welche ebenfalls durch Gletscher in die Gegend verbracht wurden, die einzigen größeren natürlichen Festgesteine.
Im Altpleistozän teilte sich die von Naumburg kommende Saale bei Lützen in den Schkeuditz-Lützener und den Leipziger Saalearm, in den bei Zwenkau die Weiße Elster mündete. Letzterer vereinigte sich nördlich von Leipzig mit der Mulde, welche nordwärts weiter bis zur Elbe floss.
Schon zu Beginn der Elster-Kaltzeit im Mittelpleistozän erreichte die Saale den Leipziger Raum nicht mehr. Stattdessen floss die Weiße Elster nun nach Leipzig und mündete dort in die von Osten kommende Mulde. Diese hatte sich bei Grimma, zwischen Großbothen und Großbardau, in die porphyrischen Gesteine eingeschnitten und erodierte flussabwärts die quartären und tertiären Ablagerungen.
Durch den nachlassenden Abfluss füllte die Mulde die Rinnen der späten Elster-Kaltzeit wieder auf – der Markkleeberger Muldelauf die Espenhainer Rinne und der Leipziger Muldelauf die Naunhofer Rinne. Zum Ende der Saale-Kaltzeit erreichte auch die Mulde den Leipziger Raum nicht mehr und floss nun in Richtung Eilenburg. Ihr Bett wird seitdem von der Parthe durchflossen (Naunhofer Rinne).
Vor allem die Leipzig-Phase der Saale-Kaltzeit (Drenthe-Stadium), die nördlich von Leipzig die letzte Endmoräne der Region hinterließ (Tauchaer Endmoräne), ist hauptverantwortlich für die Wendung der Weißen Elster nach Westen zur Saale bei Halle. Die Entwicklung des Leipziger Gewässerknotens erreichte damit weitestgehend ihren heutigen Stand.
Während der Weichsel-Kaltzeit im Jungpleistozän beeinflussten die Eismassen die Leipziger Tieflandsbucht nicht mehr. Wie im darauf folgenden Holozän (aktuelle Warmzeit) veränderten sich die Flusssysteme nur noch kleinräumig durch Schwankungen von Abfluss und Sedimentfracht oder Lößaufwehungen.

## Menschliche Eingriffe

### Anfänge

Falschfarbenbild des Nördlichen Leipziger Auwaldes aus DGM1-Daten mit zahlreichen Fluss- und Altarmen

Schon zur Saale-Kaltzeit war das Gebiet des Leipziger Gewässerknotens besiedelt. Die Einflüsse dieser Zeit auf das Flusssystem sind jedoch vernachlässigbar.
Vor etwa 7000 Jahren siedelten sich Bandkeramiker entlang der Leipziger Flussläufe bis ins Mittelgebirge an und betrieben erstmals Landwirtschaft in der Region. Die vergrößerte Flächennutzung brachte Rodungen und in der Folge Bodenerosion (vor allem in den Oberläufen) mit sich. Besonders im Flachland wurden seitdem die erodierten Sedimente als Lehm abgelagert, welcher heute eine durchschnittliche Mächtigkeit von vier Metern aufweist.
Die Flussauen im Leipziger Gewässerknoten mit ihren regelmäßigen Hochwassern wurden zu dieser Zeit noch nicht genutzt. Der heute selten gewordene Auwald war somit noch überall in den mehrere Kilometer breiten Tieflandtälern anzutreffen. In den flussnahen, häufig überschwemmten Bereichen war die Weichholzaue verbreitet, in den höchstens zweimal jährlich überfluteten Gebieten die Hartholzaue, welche heute den Großteil des Leipziger Auenwaldes ausmacht.
Die noch unregulierten Flüsse waren geprägt von zahllosen Nebenarmen, Altwassern und Rinnsalen, die ineinander mündeten, sich dann wieder teilten, nach Hochwassern häufig ihren Verlauf änderten und so ein umfangreiches Fließgewässernetz bildeten. Relikte davon sind zum Beispiel die Batschke, die Paußnitz, die Kleine Luppe, die Alte Luppe oder das Hundewasser.

### Mittelalter und Neuzeit

Leipziger Gewässerknoten um 1880

Schon im Mittelalter begann die dichtere Besiedlung durch Thüringer und Slawen. An den höher gelegenen Ufern entstanden Gehöfte und Dörfer. Zu Beginn des 10. Jahrhunderts bauten Franken die erste Burg Lipsk im heutigen Stadtgebiet. Angefangen mit dem kleinsten Leipziger Fluss, der Parthe, wurde die Aue zunehmend forst- und landwirtschaftlich genutzt und teilweise bebaut. Mühl- und später auch Floßgräben wurden angelegt, womit erstmals direkt in das Gewässernetz eingegriffen wurde.
Mit dem Einsetzen der Industrialisierung wurden auch die größeren Flüsse verändert. Begradigungen sorgten für ein schnelleres Abfließen der Hochwasser. Deiche, Flutbetten und Wehranlagen kamen später hinzu. Viele Rinnsale und Nebenarme verlandeten oder wurden verfüllt, zum Beispiel die Alte Elster, die Alte Pleiße, die Rödel oder das Kuhburger Wasser. Auch die Elsteraue wurde nun bebaut und der Leipziger Auenwald damit endgültig geteilt.
Die dramatischsten Eingriffe des Menschen in den Leipziger Gewässerknoten wurden durch den Abbau von Braunkohle verursacht. Große Bereiche der Auen wurden abgebaggert, die Flüsse verlegt, teilweise auch betoniert und verbliebene Nebenarme vom Hauptlauf abgetrennt. Zudem wurde der Grundwasserspiegel künstlich abgesenkt um den Tagebau unterhalb des natürlichen Grundwasserspiegels zu ermöglichen. Dies führte dazu, dass Arten, die für die Aue untypisch sind, sich ansiedeln und ausbreiten konnten.
Mit der Wiedervereinigung Deutschlands begann die kontinuierliche Renaturierung der Leipziger Gewässer und der restlichen Wälder. Nebenarme werden nun wieder angeschlossen (z. B. Paußnitz) oder neu geschaffen (z. B. Burgauenbach), Auwald wird geflutet und auch der Grundwasserspiegel steigt – nach Ende vieler Tagebaue – wieder an. Die für die Bergbaufolgelandschaften zuständige LMBV, die Stadt Leipzig und der Naturschutzbund Deutschland arbeiten eng zusammen, um die wassertouristische Nutzung und Renaturierung gemäß der EU-Wasserrahmenrichtlinie weiter voranzutreiben.
Die Restlöcher der Tagebaue wurden dabei größtenteils nicht verfüllt, sondern durch Flutung zum Leipziger Neuseenland. Dadurch entstehen neue Gewässer, wo es zuvor keine gegeben hatte, gleichzeitig werden nicht alle ehemals vorhandenen Gewässer wiederhergestellt werden können. Die künftige Landschaft wird also anders – aber keinesfalls weniger wertig in Bezug auf Ökologie oder Naherholung – sein als die Landschaft noch vor einigen Jahrhunderten, die auch bereits eine menschlich genutzte Kulturlandschaft war.